# Lista siturilor arheologice din județul Dâmbovița - D
Lista siturilor arheologice din județul Dâmbovița - D conține toate siturile arheologice din județul Dâmbovița înscrise în Repertoriul Arheologic Național (RAN) și aflate în localități al căror nume începe cu litera D. RAN este administrat de Ministerul Culturii și Patrimoniului Național și cuprinde date științifice, cartografice, topografice, imagini și planuri, precum și orice alte informații privitoare la zonele cu potențial arheologic, studiate sau nu, încă existente sau dispărute.
Puteți căuta un sit din localitățile care încep cu litera D folosind formularul de mai jos sau puteți naviga prin toate siturile din județ la Lista siturilor arheologice din județul Dâmbovița.
| Cod RAN                                  | Denumire | Localitate                              | Adresă                  | Datare                        | Descoperit | Coordonate | Imagine           | Erori            |
| ---------------------------------------- | --- | --------------------------------------- | ----------------------- | ----------------------------- | ---------- | ---------- | ----------------- | ---------------- |
| 65538.01.01 (Cod LMI: DB-I-m-B-17029.02) | Situl arheologic de la Dimoiu - "Movila" / ansamblu anonim (Categorie: locuire) (Tip: Tumul)                                                                      | sat Dimoiu, comuna Ulmi                 | Movila                  |                               |            |            | Încărcați imagine | Raportați eroare |
| 65538.01.02 (Cod LMI: DB-I-m-B-17029.01) | Situl arheologic de la Dimoiu - "Movila" / ansamblu anonim (Categorie: locuire) (Tip: Așezare)                                                                    | sat Dimoiu, comuna Ulmi                 | Movila                  | sec. IV                       |            |            | Încărcați imagine | Raportați eroare |
| 66170.01.01 (Cod LMI: DB-I-s-B-17028)    | Tumulul de la Dâmbovicioara - "La Movilă" / ansamblu anonim (Categorie: descoperire funerară) (Tip: Tumul)                                                        | sat Dâmbovicioara, comuna Braniștea     | La Movilă               |                               |            |            | Încărcați imagine | Raportați eroare |
| 67309.01.01 (Cod LMI: DB-I-s-B-17030)    | Necropola hallstattiană de la Dobra - "Fântâna" / ansamblu anonim (Categorie: descoperire funerară) (Tip: Necropolă tumulară)                                     | sat Dobra, comuna Dobra                 | Fântâna                 |                               |            |            | Încărcați imagine | Raportați eroare |
| 67309.02.01 (Cod LMI: DB-I-m-B-17031.02) | Situl arheologic de la Dobra -"Izvorul Crevedia" / ansamblu anonim (Categorie: locuire civilă) (Tip: Așezare)                                                     | sat Dobra, comuna Dobra                 | Izvorul Crevedia        |                               |            |            | Încărcați imagine | Raportați eroare |
| 67309.02.02 (Cod LMI: DB-I-m-B-17031.01) | Situl arheologic de la Dobra -"Izvorul Crevedia" / ansamblu anonim (Categorie: locuire civilă) (Tip: Așezare)                                                     | sat Dobra, comuna Dobra                 | Izvorul Crevedia        | sec. IV                       |            |            | Încărcați imagine | Raportați eroare |
| 67309.03.01 (Cod LMI: DB-I-m-B-17032.02) | Situl arheologic de la Dobra - "La capul satului" / ansamblu anonim (Categorie: locuire civilă) (Tip: Așezare)                                                    | sat Dobra, comuna Dobra                 | La capul satului        | Tei                           |            |            | Încărcați imagine | Raportați eroare |
| 67309.03.02 (Cod LMI: DB-I-m-B-17032.01) | Situl arheologic de la Dobra - "La capul satului" / ansamblu anonim (Categorie: locuire civilă) (Tip: Așezare)                                                    | sat Dobra, comuna Dobra                 | La capul satului        | sec. IV                       |            |            | Încărcați imagine | Raportați eroare |
| 67309.04.01 (Cod LMI: DB-I-m-B-17033.02) | Situl arheologic de la Dobra - "Leși" / ansamblu anonim (Categorie: locuire civilă) (Tip: Așezare)                                                                | sat Dobra, comuna Dobra                 | Leși                    |                               |            |            | Încărcați imagine | Raportați eroare |
| 67309.04.02 (Cod LMI: DB-I-m-B-17033.01) | Situl arheologic de la Dobra - "Leși" / ansamblu anonim (Categorie: locuire civilă) (Tip: Așezare)                                                                | sat Dobra, comuna Dobra                 | Leși                    | sec. XVII - XIX               |            |            | Încărcați imagine | Raportați eroare |
| 65422.01.01 (Cod LMI: DB-I-s-B-17034)    | Așezarea din epoca migrațiilor de la Doicești / ansamblu anonim (Categorie: locuire) (Tip: Așezare)                                                               | sat Doicești, comuna Doicești           |                         | sec. V - VI                   |            |            | Încărcați imagine | Raportați eroare |
| 67416.01.01 (Cod LMI: DB-I-s-B-17035)    | Ruinele curții domnești de la Dragomirești - "Căminul Cultural" / ansamblu Ruinele ansamblului Curții Domnești (Categorie: locuire civilă) (Tip: Curte domnească) | sat Dragomirești, comuna Dragomirești   | Căminul Cultural        | sec. XV - XVIII               |            |            | Încărcați imagine | Raportați eroare |
| 65547.01.01 (Cod LMI: DB-I-s-B-17036)    | Tumulul de la Dumbrava - "La Floreasca" / ansamblu anonim (Categorie: descoperire funerară) (Tip: Tumul)                                                          | sat Dumbrava, comuna Ulmi               | La Floreasca            | mil. II a.Hr.                 |            |            | Încărcați imagine | Raportați eroare |
| 65547.02.01 (Cod LMI: DB-I-m-A-17037.04) | Situl arheologic de la Dumbrava - "Obreja - Jgheaburi" / ansamblu anonim (Categorie: locuire) (Tip: Așezare)                                                      | sat Dumbrava, comuna Ulmi               | Obreja - Jgheaburi      | Tei                           |            |            | Încărcați imagine | Raportați eroare |
| 65547.02.02 (Cod LMI: DB-I-m-A-17037.03) | Situl arheologic de la Dumbrava - "Obreja - Jgheaburi" / ansamblu anonim (Categorie: locuire) (Tip: Așezare)                                                      | sat Dumbrava, comuna Ulmi               | Obreja - Jgheaburi      | sec. IV                       |            |            | Încărcați imagine | Raportați eroare |
| 65547.02.03 (Cod LMI: DB-I-m-A-17037.02) | Situl arheologic de la Dumbrava - "Obreja - Jgheaburi" / ansamblu anonim (Categorie: locuire) (Tip: Așezare)                                                      | sat Dumbrava, comuna Ulmi               | Obreja - Jgheaburi      | sec. XIV - XV                 |            |            | Încărcați imagine | Raportați eroare |
| 65547.02.04 (Cod LMI: DB-I-m-A-17037.01) | Situl arheologic de la Dumbrava - "Obreja - Jgheaburi" / ansamblu anonim (Categorie: locuire) (Tip: Necropolă)                                                    | sat Dumbrava, comuna Ulmi               | Obreja - Jgheaburi      | sec. XIV - XV                 |            |            | Încărcați imagine | Raportați eroare |
| 65547.03.01 (Cod LMI: DB-I-s-B-17038)    | Siliștea medievală de la Dumbrava / ansamblu siliștea satului Țigănești (Categorie: locuire civilă) (Tip: Siliște)                                                | sat Dumbrava, comuna Ulmi               |                         | sec. XVI-XVII                 |            |            | Încărcați imagine | Raportați eroare |
| 66278.01.01 (Cod LMI: DB-I-s-B-17039)    | Mormântul izolat din epoca bronzului de la După Deal / ansamblu anonim (Categorie: descoperire funerară) (Tip: necropolă (?))                                     | sat După Deal, comuna Pietrari          | Grădina Mariei Pucheanu |                               | 1947       |            | Încărcați imagine | Raportați eroare |
| 66170.02.01                              | Biserica Adormirea Maicii Domnului din Dâmbovicioara / ansamblu Adormirea Maicii Domnului (Categorie: structură de cult/religioasă) (Tip: Biserică)               | sat Dâmbovicioara, comuna Braniștea     |                         | 1746-1747                     |            |            | Încărcați imagine | Raportați eroare |
| 66456.01.01                              | Siliștea medievală de la Dealu Mare - "Pe malul bisericii" / ansamblu anonim (Categorie: locuire civilă) (Tip: Siliște)                                           | sat Dealu Mare, comuna Buciumeni        | Pe malul bisericii      | sec. XVI-XVII                 |            |            | Încărcați imagine | Raportați eroare |
| 66456.01.02                              | Siliștea medievală de la Dealu Mare - "Pe malul bisericii" / ansamblu anonim (Categorie: locuire civilă) (Tip: Ruine biserică)                                    | sat Dealu Mare, comuna Buciumeni        | Pe malul bisericii      | sec. XVI-XVII                 |            |            | Încărcați imagine | Raportați eroare |
| 66562.01.01                              | Fortificația Latene de la Drăgodănești - "Podul Dâmboviței" / ansamblu anonim (Categorie: fortificație) (Tip: Fortificație)                                       | sat Drăgodănești, comuna Cândești       | Podul Dâmboviței        |                               |            |            | Încărcați imagine | Raportați eroare |
| 101877.01.01                             | Așezarea geto-dacică de la Decindea - "Fântâna Mirii" / ansamblu anonim (Categorie: locuire civilă) (Tip: Așezare)                                                | sat Decindea, comuna Ciocănești         | Fântâna Mirii           | geto-dacică sec. II-I a. Chr. |            |            | Încărcați imagine | Raportați eroare |
| 101877.02.01                             | Situl arheologic de la Decindea - "Islaz" / ansamblu anonim (Categorie: locuire civilă) (Tip: Așezare)                                                            | sat Decindea, comuna Ciocănești         | Islaz                   |                               |            |            | Încărcați imagine | Raportați eroare |
| 101877.02.02                             | Situl arheologic de la Decindea - "Islaz" / ansamblu anonim (Categorie: locuire civilă) (Tip: Așezare)                                                            | sat Decindea, comuna Ciocănești         | Islaz                   | geto-dacică sec. II-I a.Chr.  |            |            | Încărcați imagine | Raportați eroare |
| 67416.03.01 (Cod LMI: DB-II-m-A-17474)   | Biserica "Sf. Nicolae" de la Dragomirești / ansamblu Biserica "Sf. Nicolae" (Categorie: construcție de cult) (Tip: Biserică)                                      | sat Dragomirești, comuna Dragomirești   |                         | 1462, ref. 1701, 1836         |            |            | Încărcați imagine | Raportați eroare |
| 67425.01 (Cod LMI: DB-II-m-B-17462)      | Paraclisul Radu Vodă de la Decindeni / ansamblu anonim (Categorie: structură de cult/religioasă)                                                                  | sat Decindeni, comuna Dragomirești      |                         |                               |            |            | Încărcați imagine | Raportați eroare |
| 67425.01.01 (Cod LMI: DB-II-m-B-17462)   | Paraclisul Radu Vodă de la Decindeni / ansamblu anonim (Categorie: structură de cult/religioasă) (Tip: Paraclis)                                                  | sat Decindeni, comuna Dragomirești      |                         | sec. XVII                     |            |            | Încărcați imagine | Raportați eroare |
| 65422.03.01                              | Biserica "Nașterea Maicii Domnului" de la Doicești / ansamblu Biserica "Nașterea Maicii Domnului" (Categorie: structură de cult/religioasă) (Tip: Biserică)       | sat Doicești, comuna Doicești           |                         | 1706                          |            |            | Încărcați imagine | Raportați eroare |
| 65422.02.01 (Cod LMI: DB-II-a-A-17465)   | Ruinele curții Brâncovenești de la Doicești / ansamblu Ruinele curții brâncovenești (Categorie: construcție) (Tip: curte boierească)                              | sat Doicești, comuna Doicești           |                         | 1706                          |            |            | Încărcați imagine | Raportați eroare |
| 68422.02.01                              | Așezarea din epoca bronzului de la Dealu Frumos- La Scări / ansamblu anonim (Categorie: locuire) (Tip: Așezare)                                                   | sat Dealu Frumos, comuna Pietroșița     | La Scări                |                               |            |            | Încărcați imagine | Raportați eroare |
| 68020.02.01                              | Așezarea din epoca migrațiilor de la Drăgăești Pământeni / ansamblu anonim (Categorie: locuire) (Tip: Așezare)                                                    | sat Drăgăești Pământeni, comuna Mănești |                         | sec. IV-V                     |            |            | Încărcați imagine | Raportați eroare |